# LEN Euro Cup
Pour les articles homonymes, voir Euro Cup (homonymie) et Trophée de la Ligue européenne de natation.
La LEN Euro Cup est une compétition européenne de water-polo masculin créée en 1992. S'y affrontent les meilleurs clubs qui n'ont pu se qualifier pour la Ligue des champions (originellement nommée Euroligue), ainsi que les clubs éliminés lors des tours de qualifications de celle-ci. L'Euro Cup fut appelée Trophée de la LEN (LEN Trophy) de sa création jusqu'à la saison 2010-2011 (sans modification de son format).
Un trophée LEN féminin est créée en 1999.

## Organisation
Dans les années 2000 et 2010, le trophée LEN devenu LEN Euro Cup en 2011 est la deuxième coupe d’Europe des clubs. Elle accueille les clubs éliminés lors des deux premiers tours de la Ligue des champions, ainsi que deux clubs par fédération nationale.
Le premier tour de poule permet de conserver seize équipes qui affrontent au second tour les seize éliminés de la première coupe d’Europe. Après cette première phase, commence une phase à élimination directe en matches aller et retour à partir des huitièmes de finale jusqu'à la finale.
Le vainqueur de la LEN Euro Cup affronte le vainqueur de la Ligue des champions lors du match de la supercoupe d’Europe en fin d’année civile.

## Palmarès masculin
| Édition      | Vainqueur                                   | Score                                       | Finaliste                                   |
| ------------ | ------------------------------------------- | ------------------------------------------- | ------------------------------------------- |
| Trophée LEN  |                                             |                                             |                                             |
| 1993         | Újpest TE                                   | 28-20 12-7 / 16-13                          | Pro Recco                                   |
| 1994         | Racing Rome                                 | 23-21 15-14 / 8-7                           | Volturno SC                                 |
| 1995         | CN Barcelone                                | 18-15 10-8 / 9-7                            | Ferencváros TC                              |
| 1996         | Pescara Pallanuoto                          | 28-20 10-9 / 18-11                          | Szeged VE                                   |
| 1997         | Újpest TE (2)                               | 22-19 10-8 / 12-11                          | Ferencváros TC                              |
| 1998         | VK Partizan Belgrade                        | 11-9 8-8 / 3-1                              | VK Jadran Split                             |
| 1999         | Újpest TE (3)                               | 21-17 12-7 / 9-10                           | NO Patras                                   |
| 2000         | VK Jug Dubrovnik                            | 18-15 8-7 / 10-6                            | Pescara Pallanuoto                          |
| 2001         | HAVK Mladost Zagreb                         | 16-14 7-8 / 9-6                             | AN Brescia                                  |
| 2002         | AN Brescia                                  | 15-13 7-8 / 8-5                             | Pro Recco                                   |
| 2003         | AN Brescia (2)                              | N / A                                       | RN Florence                                 |
| 2004         | CN Barcelone (2)                            | 21-16 11-11 / 11-5                          | NO Vouliagmeni                              |
| 2005         | RN Savone                                   | 13-11 6-7 / 7-4                             | VK Partizan Belgrade                        |
| 2006         | AN Brescia (3)                              | 17-15 11-8 / 6-7                            | Sintez Kazan                                |
| 2007         | Sintez Kazan                                | 21-20 12-10 / 9-10                          | VK Šibenik                                  |
| 2008         | Shturm 2002 Tchekhov                        | 20-15 8-8 / 12-7                            | Eger VK                                     |
| 2009         | Szeged VE                                   | 23-21 6-8 / 17-13 (t. a. b.)                | Panionios GS Smyrnis                        |
| 2010         | VA Cattaro                                  | ?-? ?-? / ?-?                               | RN Savone                                   |
| 2011         | RN Savone (2)                               | ?-? ?-? / ?-?                               | Panionios GS Smyrnis                        |
| LEN Euro Cup |                                             |                                             |                                             |
| 2012         | RN Savone (3)                               | 20-17 14-9, 6-8                             | CN Sabadell                                 |
| 2013         | VK Radnički Kragujevac                      | 15-10 <small8-4, 7-6                        | Rari Nantes Florentia                       |
| 2014         | Spartak Volgograd                           | 16-14 11-5, 5-9                             | HAVK Mladost Zagreb                         |
| 2015         | CN Posillipo                                | 17-16 6-6, 11-10                            | AS Acquachiara                              |
| 2016         | AN Brescia                                  | 23-10 11-4, 12-6                            | Sintez Kazan                                |
| 2017         | Ferencváros TC                              | 19-13 12-6, 7-7                             | Oradea                                      |
| 2018         | Ferencváros TC                              | 17-13 9-8, 8-5                              | Pallanuoto Sport Management                 |
| 2019         | CN Marseille                                | 16-15 9-8 / 7-7                             | Jadran Carine                               |
| 2020         | Annulé en raison de la pandémie de Covid-19 | Annulé en raison de la pandémie de Covid-19 | Annulé en raison de la pandémie de Covid-19 |
| 2021         | Szolnoki Vízilabda SC                       | 25-22 14-11 / 8-11 (t. a. b. 3-0)           | Orvosegyetem Sport Club                     |
| 2022         | CN Sabadell                                 | 18-14 7-9 / 11-5                            | CN Telimar Palermo                          |
| 2023         | Vasas SC                                    | 23-15 8-8 / 15-7                            | Orvosegyetem Sport Club                     |
| 2024         | VK Jug Dubrovnik                            | 12-6                                        | Primorje Rijeka                             |
| 2025         | Pro Recco                                   | 28-21 16-12 / 12-9                          | VK Radnički Kragujevac                      |
| 2026         | -                                           | ??-??                                       | -                                           |

## Sources
- [PDF] Palmarès des coupes européennes, Ligue européenne de natation, 2007 ; page consultée le 11 octobre 2009.

1. ↑  [PDF] « Courrier appelant aux inscriptions pour les coupes d’Europe 2011-2012 »(Archive.org • Wikiwix • Archive.is • Google • Que faire ?), Ligue européenne de natation, 10 juillet 2011 ; publiée sur son site par la Vaterpolo Savez Srbija, fichier consulté le 2 août 2011.
2. ↑  (en) « COVID-19 - HOLDING AND RESCHEDULING OF UPCOMING LEN COMPETITIONS & EVENTS », sur len.eu, 23 mars 2020